# Periode 8-grundstof
Et periode 8-grundstof er et grundstof, der i det periodiske system er placeret i ottende række fra oven. Fælles for disse grundstoffer er, at atomerne har netop otte elektronskaller.
Ingen af disse grundstoffer forekommer naturligt, og det er endnu ikke lykkedes at fremstille nogle af dem syntetisk.
Det første grundstof i perioden vil få atomnummer 119 og benævnes foreløbig Ununennium.
| Kemi | Spire Denne artikel om kemi er en spire som bør udbygges. Du er velkommen til at hjælpe Wikipedia ved at udvide den. |